# Бранса
Бранса́ (фр. Bransat) — коммуна во Франции, находится в регионе Овернь. Департамент коммуны — Алье. Входит в состав кантона Сен-Пурсен-сюр-Сиуль. Округ коммуны — Мулен.
Код INSEE коммуны — 03038.

## Население
Население коммуны на 2008 год составляло 513 человек.
| 1962 | 1968 | 1975 | 1982 | 1990 | 1999 | 2008 |
| ---- | ---- | ---- | ---- | ---- | ---- | ---- |
| 521  | 571  | 532  | 536  | 484  | 508  | 513  |

## Экономика
Основу экономики составляет виноделие.
В 2007 году среди 343 человек в трудоспособном возрасте (15—64 лет) 253 были экономически активными, 90 — неактивными (показатель активности — 73,8 %, в 1999 году было 75,5 %). Из 253 активных работали 223 человека (114 мужчин и 109 женщин), безработных было 30 (21 мужчина и 9 женщин). Среди 90 неактивных 23 человека были учениками или студентами, 37 — пенсионерами, 30 были неактивными по другим причинам.

## Достопримечательности
- Романская церковь Сен-Жорж